# Martha Betz Shapley
 Martha Betz Shapley (* 3. August 1890 in Kansas City, Missouri; † 24. Januar 1981 in Tucson, Arizona) war eine amerikanische Mathematikerin und Astronomin, die für ihre Forschungen zur Verfinsterung von Doppelsternen bekannt wurde.

## Leben und Werk
Shapley wurde als eines von sieben Kindern des Musiklehrers Carl Betz und seiner Frau geboren.  Ihre Familie war deutschamerikanischer Herkunft und ihr Großvater erzählte ihr, er habe die Astronomin Caroline Herschel in den Straßen von Hannover gesehen.  Ihre Mutter und zwei Schwestern waren Lehrerinnen und auch sie unterrichtete im Alter von 15 Jahren in der Schule. Drei Jahre später begann sie ihr Studium an der University of Missouri, wo sie 1910 einen Bachelor-Abschluss in Education erhielt, 1911 einen zweiten Bachelor-Abschluss und 1913 einen Master-Abschluss erwarb. Sie wurde Mitglied von Phi Beta Kappa.
1912 war sie Mathematiklehrerin an einer High School und begann am Bryn Mawr College in Pennsylvania in deutscher Philologie zu promovieren. 1914 heiratete sie den Astronomen Harlow Shapley, mit dem sie an der University of Missouri studiert hatte und mit dem sie fünf Kinder bekam. Ihre Tochter Mildred Shapley Matthews wurde Astronomin, ihr Sohn Willis Shapley wurde Administrator bei der NASA und ein weiterer Sohn, der Mathematiker und Ökonom Lloyd S. Shapley, wurde 2012 mit dem Wirtschafts-Nobelpreis ausgezeichnet.

## Astronomische Forschungen
Shapley zog mit ihrem Ehemann zum Mount-Wilson-Observatorium und zum Harvard College Observatory und veröffentlichte von 1915 bis 1927 ihre Forschungen zur Verfinsterung von Doppelsternen. Die Betreuung ihrer Familie veranlasste sie zu einer Unterbrechung ihrer Forschung.
Während des Zweiten Weltkriegs bewarb sie sich für den öffentlichen Dienst, um Kryptoanalysen durchzuführen. Sie erhielt jedoch in Boston keine entsprechende Anstellung. Stattdessen begann sie mit dem tschechischen Astronomen Zdeněk Kopal zu arbeiten, um Tabellen mit Munitionstrajektorien zu berechnen. Nach dem Krieg, als Senator Joseph McCarthy und das Komitee für unamerikanische Umtriebe begannen, ihren Ehemann auf seine linksgerichteten politischen Ansichten zu untersuchen, geriet sie ebenfalls unter Verdacht. Nachdem 1950 festgestellt wurde, dass sie Daten von Kopal zu sich nach Hause gebracht hatte, verlor sie vorübergehend ihre Sicherheitsausweise und ihre Anstellung.
Ihr Ehemann ging 1952 in den Ruhestand und das Paar zog nach New Hampshire. Sie setzte ihre Forschung fort und 1956 veröffentlichte sie mit Kopal Catalogue of the Elements of Eclipsing Binaries. Nach dem Tod ihres Mannes zog sie 1972 erneut nach Arizona.

## Veröffentlichungen (Auswahl)
- mit Zdenek Kopal: A Study of the Extended Envelope Surrounding the Wolf-Rayet Component of V 444 Cygni. In: The Astrophysical Journal. Band 104, 1. September 1946, ISSN 0004-637X, S. 160, doi:10.1086/144843, bibcode:1946ApJ...104..160K.
- mit Harlow Sharpley: Studies based on the colors and magnitudes in stellar clusters. In: Astrophysical Journal. vol. 50, 1919, S. 107–140.
- The period of U Cephei. In: Astrophysical Journal. vol. 44, 1916, S. 51–58.
- The Light Curve and Orbital Elements of the Eclipsing Binary Y Leonis. In: Publications of the Astronomical Society of the Pacific. Band 30, Nr. 178, 1. Dezember 1918, ISSN 1538-3873, S. 343, doi:10.1086/122774.
- Note on the Orbit of TT Hydrae. In: Harvard College Observatory Bulletin. no. 847, 1927, S. 12–13.
- Orbit of the Eclipsing Binary UW Virgins. In: Harvard College Observatory Bulletin. no. 848, 1927, S. 32–33.